# Jiří Štolfa
Jiří Štolfa (* 13. Januar 1978) ist ein tschechischer Volleyballspieler.

## Karriere
Štolfa begann seine professionelle Volleyball-Karriere 1996 bei Aero Odolena Voda. Nach vier Jahren wechselte er innerhalb Tschechiens nach Perštejn. Seine erste Station im Ausland war das französische Dunkerque, wo er 2003/04 jedoch nur eine Saison spielte. Anschließend kehrte er in die Heimat zurück und kam nach Jihostroj České Budějovice. Nach einem weiteren Jahr in Benátky nad Jizerou wurde er 2007 vom deutschen Bundesligisten VC Bad Dürrenberg/Spergau, dem späteren Chemie Volley Mitteldeutschland, verpflichtet. Dort musste der Außenangreifer in der Saison 2009/10 vorübergehend als Libero aushelfen, wobei er zu Jahresbeginn wegen einer Verletzung an der Lunge einige Zeit ausfiel. 2013 beendete Štolfa seine Karriere.